# 大伴弟麻呂
大伴 弟麻呂（おおとも の おとまろ）は、奈良時代から平安時代初期にかけての公卿・武人。大和守・大伴古慈斐の子。史料に見える初の征夷大将軍。官位は従三位・東宮傅。勲等は勲二等。

## 経歴
光仁朝末の宝亀10年（779年）従六位上から三階昇進して従五位下に叙爵し、翌宝亀11年（780年）衛門佐に任ぜられる。
天応元年（781年）従五位上・左衛士佐に叙任される一方、同年に即位した桓武天皇の生母である皇太夫人・高野新笠のために中宮職が設置された際に、その次官（中宮亮）を兼ねている。延暦元年（782年）常陸介、翌延暦2年（783年）征東副将軍と一時東国の地方官を務める。延暦6年（787年）右中弁次いで左中弁と京官に復帰し、延暦7年（788年）正五位下に昇叙され皇后宮亮を兼ねた。
延暦10年（791年）従四位上・征夷大使に叙任されるが、延暦11年（792年）11月に一旦征夷大使の辞表を提出し、翌延暦12年（793年）2月には征夷副使・坂上田村麻呂も辞表を提出している。しかし、結局両方とも認められなかったらしく、延暦13年（794年）正月に弟麻呂は征夷大将軍として節刀を賜与され、同年6月には副将軍の坂上田村麻呂が蝦夷征討で大きな戦果を挙げる。延暦14年（795年）正月に節刀を返上して、2月には征討の功労により従三位・勲二等に叙せられた。
その後、蝦夷征討の任務は田村麻呂（延暦16年（797年）征夷大将軍）が取って代わり、弟麻呂は東宮傅・治部卿と京官を歴任する。延暦25年（806年）老いて衰えたことを理由に辞職を願い出て許される。大同4年（809年）5月28日薨去。享年79。最終官位は散位従三位。

## 官歴
『六国史』による。
- 時期不詳：従六位上
- 宝亀10年（779年） 1月19日：従五位下
- 宝亀11年（780年） 3月17日：衛門佐
- 天応元年（781年） 5月17日：中宮亮（皇太夫人・高野新笠）。5月25日：兼左衛士佐。8月12日：従五位上
- 天応2年（782年） 6月20日：常陸介
- 延暦2年（783年） 11月12日：兼征東副将軍
- 延暦6年（787年） 2月25日：右中弁。9月17日：左中弁
- 延暦7年（788年） 2月28日：兼皇后宮亮（皇后・藤原乙牟漏）。11月25日：正五位下
- 延暦9年（790年） 3月26日：兼河内守
- 延暦10年（791年） 1月7日：従四位下。7月13日：征夷大使
- 延暦13年（794年） 1月1日：征夷大将軍として節刀を賜与
- 延暦14年（795年） 1月29日：節刀を返上。2月7日：従三位、勲二等
- 時期不詳：東宮傅
- 延暦18年（799年） 9月10日：兼治部卿
- 延暦25年（806年） 2月20日：致仕
- 大同4年（809年） 5月28日：薨去（散位従三位勲二等）。

## 系譜
- 父：大伴古慈斐[3]
- 母：藤原殿刀自 - 藤原不比等の娘[4]
- 生母不明の子女
  - 男子：大伴東人
  - 男子：伴宇治人
  - 男子：伴勝雄[3]（776-831）

## 参考資料
- 宇治谷孟『続日本紀 （下）』講談社〈講談社学術文庫〉、1995年
- 森田悌『日本後紀 （上）』講談社〈講談社学術文庫〉、2006年
- 宝賀寿男『古代氏族系譜集成』古代氏族研究会、1986年